# Джерело б/н (Німецька Мокра)
Джерело б/н — гідрологічна пам'ятка природи місцевого значення. Об'єкт розташований на території Тячівського району Закарпатської області, при північно-західній околиці села Німецька Мокра. 
Площа 0,5 га. Статус присвоєно згідно з рішенням облвиконкому від 23.10.1984 року № 253. Перебуває у віданні ДП «Мокрянське ЛМГ» (Комсомольське лісництво, урочище «Прислоп», квартал 17, виділ 20).
Статус присвоєно для збереження мінерального джерела з вуглекисло-гідрокарбонатно-хлоридно-натрієвою водою.